# Код иностранной организации
Код иностранной организации (КИО) — номер налогоплательщика, присваиваемый иностранной организации налоговым органом при постановке на налоговый учёт в Российской Федерации. Является составной частью идентификационного номера налогоплательщика (ИНН) и занимает в этом номере цифры с пятой по девятую (первые четыре заняты индексом, десятая — контрольное число).
Введение КИО позволило налоговым органам упорядочить учёт иностранных организаций: благодаря ему, в частности, удалось при проведении тех или иных операций точно идентифицировать каждое подразделение иностранной компании за счёт сочетания ИНН и КПП (кода причины постановки на учёт).
В 2003 году был создан Справочник кодов иностранной организации. Его ведением занимается Федеральная налоговая служба.